# 松和龙谢尔
松和龙谢尔（法語：Sons-et-Ronchères，法語發音：[sɔ̃ e ʁɔ̃ʃɛʁ]）是法国上法蘭西大區埃纳省的一个市镇，属于拉昂区。

## 地理
松和龙谢尔（49°45'45"N, 3°40'27"E）面积9.2 平方千米，位于法国上法蘭西大區埃纳省，该省份为法国北部内陆省份，北起北部省，西接索姆省和瓦兹省，东临阿登省和马恩省，西南至塞纳-马恩省，东北部与比利时接壤。
与松和龙谢尔接壤的市镇（或旧市镇、城区）包括：布瓦莱帕尔尼、沙蒂永莱松、乌塞、新蒙索和福库济。
松和龙谢尔的时区为UTC+01:00、UTC+02:00（夏令时）。

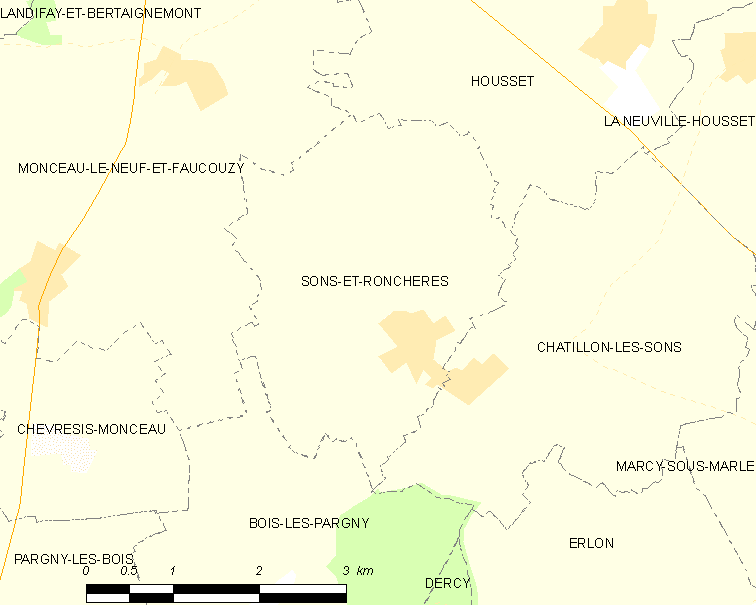
松和龙谢尔的OSM定位图

## 行政
松和龙谢尔的邮政编码为02270，INSEE市镇编码为02727。

## 政治
松和龙谢尔所属的省级选区为马尔勒县。

## 人口

1962-2008年间松和龙谢尔人口变化图示

松和龙谢尔于2022年1月1日时的人口数量为207人。